# Pachliopta polyphontes
Pachliopta polyphontes är en fjärilsart som först beskrevs av Jean Baptiste Boisduval 1836.  Pachliopta polyphontes ingår i släktet Pachliopta och familjen riddarfjärilar. Inga underarter finns listade i Catalogue of Life.

## Bildgalleri

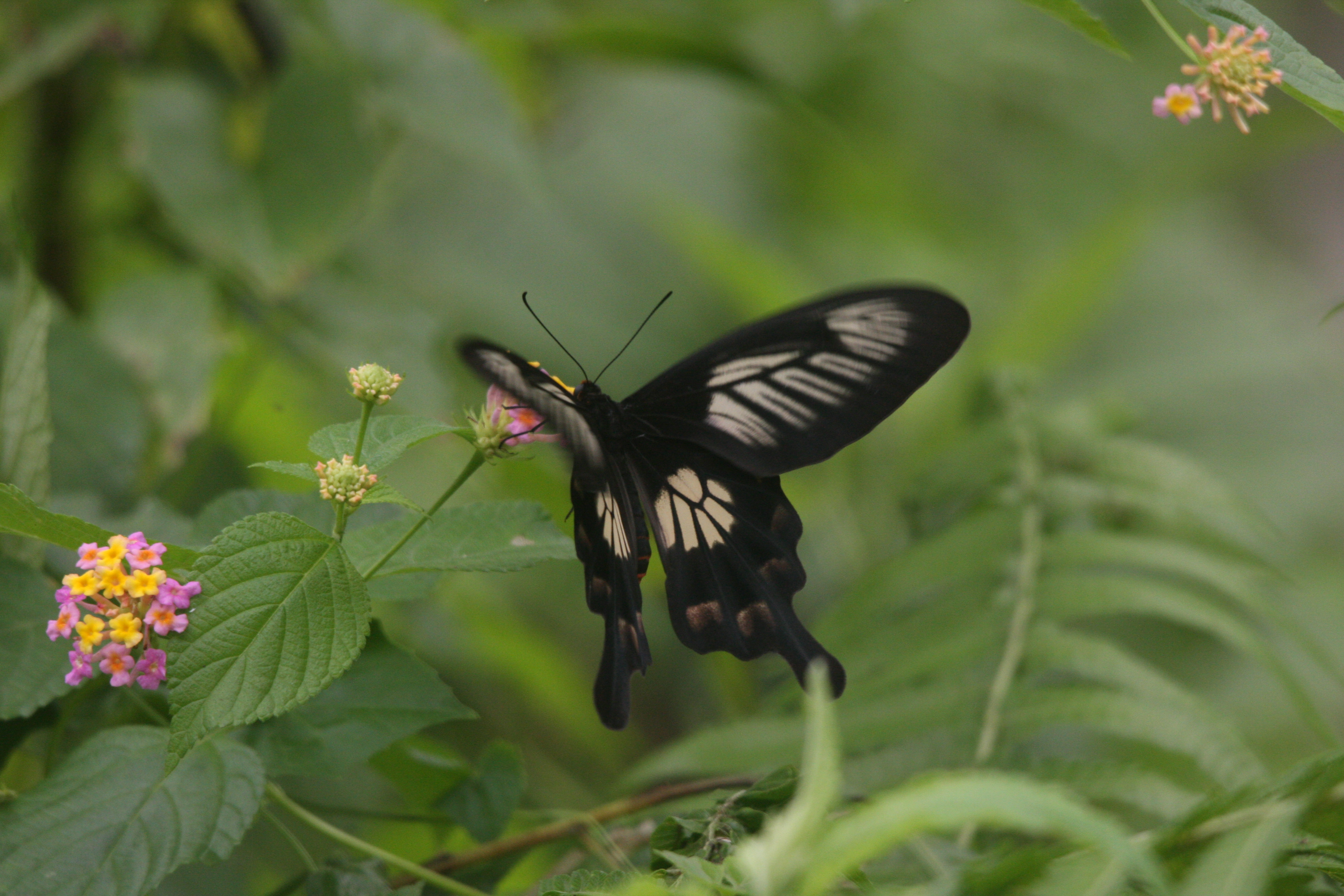